# Sclérose latérale amyotrophique
Pour les articles homonymes, voir Charcot et SLA.
Ne pas confondre avec la maladie de Charcot-Marie-Tooth.
 Mise en garde médicale
La sclérose latérale amyotrophique ou SLA, également appelée dans le monde francophone maladie de Charcot (maladie de Lou Gehrig ou ALS en anglais), est une maladie neurodégénérative des motoneurones de l'adulte. Elle est caractérisée par une dégénérescence progressive des motoneurones du cortex cérébral avec destruction consécutive du faisceau pyramidal (atteinte du premier motoneurone) et de ceux de la corne antérieure de la moelle spinale, entraînant la disparition des unités motrices correspondantes (atteinte du deuxième motoneurone). La dégénérescence des neurones extratélencephaliques (ETN) ou cellules de Betz est une caractéristique de la maladie. Elle provoque une paralysie progressive de l'ensemble de la musculature squelettique des membres, du tronc (y compris les muscles respiratoires) et de l'extrémité céphalique.
Les causes de la SLA sont multifactorielles. Elle touche les deux sexes et son incidence augmente avec l'âge à partir de 40 ans.
Aux États-Unis et au Canada, elle est également nommée « maladie de Lou Gehrig », du nom d'un célèbre joueur de baseball mort de cette maladie en 1941. Également appelée « maladie de Charcot », elle ne doit pas être confondue avec une maladie de nom et de symptômes voisins, mais d'évolution moins grave, la maladie de Charcot-Marie-Tooth.

## Description

### Formes cliniques
Cette maladie comprend deux principales formes cliniques :
- une forme dite « spinale », débutant à l'extrémité (ou distalité) des membres (les doigts)[3] ;
- une forme dite « bulbaire » (un cinquième des cas[4]), débutant dans les territoires d'innervation bulbaires (déglutition, phonation et motricité de la langue)[3].

Toutefois, l'évolution des atteintes tend à se généraliser à l'ensemble des territoires moteurs et la distinction entre ces deux types n'est pas toujours évidente lors du diagnostic. Les femmes présentent statistiquement plus de formes bulbaires que les hommes.

### Symptômes
Quels que soient les territoires concernés, la symptomatologie initiale se manifeste par la coexistence de troubles moteurs centraux (syndrome pyramidal : hyperréflexie, spasticité) et d'atteintes neurogènes périphériques — crampes, perte de force musculaire, fonte musculaire (« amyotrophie »). Les fasciculations sont rares, mais très spécifiques, surtout si elles concernent la langue. Il n'existe aucun trouble sensitif dans cette maladie.
Un syndrome pseudobulbaire (rires et pleurs spasmodiques) peut survenir. Une atteinte des fonctions cognitives, de type dégénérescence frontotemporale (DFT), se rencontre parfois. Dans certaines formes héréditaires, un membre de la famille peut développer soit une dégénérescence lobaire frontotemporale, soit une SLA.

### Évolution
La SLA cause une paralysie progressive accompagnée d'une amyotrophie. L'atteinte de la fonction respiratoire est le principal facteur du pronostic. L'évolution se fait toujours vers l'aggravation des déficits, mais à une vitesse variable. Ainsi, la durée totale de la maladie, c'est-à-dire l'intervalle entre l'apparition du premier symptôme et le décès, peut varier de quelques mois à plusieurs années ; elle est en moyenne inférieure à quatre ans et dans 50 % des cas le décès a lieu dans les trois ans suivant la première manifestation clinique. Des survies prolongées sont cependant possibles conduisant, dans les formes évoluées, à une perte d’autonomie et à une dégradation de l'état général. L'apparition de troubles de la déglutition favorise la dénutrition. L'atteinte des muscles respiratoires favorise les infections, et peut conduire à une insuffisance respiratoire nécessitant une ventilation mécanique. L'atteinte de la parole rend la communication difficile.

## Épidémiologie
L'incidence de la maladie est d'environ 2 pour 100 000 par an. Sa prévalence est de 5 à 7 pour 100 000. Aux États-Unis, une étude basée sur l'analyse de publications scientifiques consacrées à la SLA, a relevé : « L'incidence de la SLA peut être plus faible chez les Africains, Asiatiques, et ethnies hispaniques que chez [les personnes blanches non hispaniques]. Nous concluons avec des propositions pour une étude épidémiologique prospective se concentrant sur les populations non caucasiennes ».
Une augmentation globale de l'incidence, d'environ 50 % sur les 50 dernières années[Depuis quand ?], est attribuée d'une part à l'augmentation de l'espérance de vie des populations, d'autre part à de meilleurs critères diagnostiques. Cependant, une participation environnementale n'est pas exclue. Certaines localités du Pacifique sont connues pour avoir une très forte surincidence de SLA (île américaine de Guam, péninsule japonaise de Kii), associées à des syndromes démentiels et à la maladie de Parkinson. Elles ont suscité de nombreuses études, mais les intrications entre génotype, environnement et mode de vie ne sont toujours pas élucidées, pas plus que ne l'est le lien entre la SLA et les autres pathologies neurodégénératives.
Le pic d'incidence se situe entre 55 et 70 ans. Des personnes âgées de plus de 80 ans peuvent être atteintes. Le rapport hommes/femmes se situe entre 1,3 et 2 (il tend à s'égaliser). C'est la maladie du motoneurone la plus fréquente chez l'adulte.
Enfin, il faut distinguer la forme sporadique (distribution au hasard dans la population) et la forme familiale. La première forme est observée dans 90 à 95 % des cas. La forme héréditaire correspond à 5 à 10 % des cas, la plupart étant de forme autosomique dominante. Les premiers signes d'une SLA héréditaire surviennent statistiquement plus tôt (46 ans en moyenne) que les formes sporadiques (56 ans en moyenne).

## Causes
Jusqu'en 2011, plusieurs mécanismes étaient soupçonnés pour expliquer l'atteinte spécifique des motoneurones sans qu'aucun n'ait été formellement établi. Plusieurs pistes sont explorées :
- une dérégulation cellulaire de la gestion du stress oxydatif, comme le montre l'implication des gènes codant la superoxyde dismutase (SOD) dans certaines formes familiales[12] ;
- un phénomène d'excitotoxicité : soit par excès de glutamate ou d'une molécule apparentée (par exemple l'aspartame), soit par des mutations modifiant les récepteurs au glutamate ;
- une dérégulation des mécanismes d'apoptose (mort programmée de la cellule)[13] ;
- une polymérisation désordonnée des neurofilaments entraînant une perturbation du transport des vésicules.[évasif][14]

Depuis, les causes sont attribuées à un ensemble de mutations génétiques et de dysfonctionnements cellulaires, impliquant notamment les protéines FUS (en), TDP-43 (en), l'ubiquiline 2 (UBQLN2) et C9orf72,.
Une étude montre que, comme les malades, les porteurs asymptomatiques de gènes de risque de SLA (mutations C9orf72 ou SOD1) présentent des troubles du sommeil avec une réduction du sommeil à mouvements oculaires non rapides. Ces signes préalables à la survenue des symptômes moteurs impliqueraient des neurones à orexine de l'hypothalamus. Sur modèle murin de SLA, l'administration d'un antagoniste double des récepteurs de l'orexine (en) (DORA) ou d'hormone de concentration de mélanine (MCH) a limité ces troubles et contribué à épargner certains motoneurones,,.

### SLA sporadiques
Les SLA sporadiques concernent 90 % des personnes atteintes par cette maladie. Si de nombreuses études ont été réalisées à ce jour, aucun facteur de risque ne peut être retenu avec suffisamment de certitude pour permettre d'en affirmer la causalité. Parmi les facteurs de risque les plus fréquemment cités, on trouve les facteurs environnementaux suivants :
- le métier d'agriculteur et/ou l'exposition aux pesticides. Plusieurs études scientifiques[20],[21],[22],[23] ont mis en évidence des corrélations statistiques entre certains pesticides agricoles et la SLA ;
- les traumatismes physiques importants et/ou le sport à haute intensité[24],[25],[26] ;
- l'exposition aux métaux lourds (hypothèse très discutée) ;
- le tabagisme[27] ;
- l'entérovirus (cousin du poliovirus), dont une réactivation tardive expliquerait la maladie (plusieurs cas de SLA régressives après régénérescence de l'immunité ont été décrits chez des patients atteints du SIDA) ;
- une intoxication alimentaire par un acide aminé semblable au glutamate, la BMAA (bêta-N-méthylamino-L-alanine), qui est produite par la plupart des cyanobactéries, et dont l'ingestion à hautes doses chez des primates provoque un ensemble de neurodégénérescences compatibles avec la SLA, notamment celle de Kii[28] et celle de Guam[29] ;
- le rôle de l'alimentation est encore discuté[15]. En Savoie, après un nombre anormal de cas dans le village de Montchavin, une équipe de chercheurs évoque un lien entre le développement de la SLA et la consommation d'un champignon : le gyromitre géant[30],[31] ou fausse morille. En 2021, dans le Journal of the Neurological Sciences (en), les chercheurs rapportent qu'après avoir éliminé les autres causes possibles (toxines bactériennes, plomb dans l'eau, gaz radon dans les maisons…), il avait été constaté que les 14 personnes atteintes, sans lien de parenté mais se connaissant, avaient bien consommé et à plusieurs reprises sur plusieurs années ce champignon, contrairement aux autres villageois[32]. Une augmentation des cas de SLA a aussi été constatée dans une région de Finlande où ce champignon est très consommé[32]. Dans le village de Saint-Vaast-en-Chaussée, cinq personnes ont développé SLA en à peine douze ans, dont elles sont décédées. Tous vivaient dans la même rue. Une enquête de Santé publique France a été demandée par l'ARS. La fausse morille reste la meilleure suspecte dans ce cas, pour le moment[33]. Sur l'île de Guam, la graine de Cycas du Japon consommée traditionnellement s'est révélée être à l'origine de nombreux cas de SLA[32].

La plupart de ces facteurs de risque ont été mis en évidence grâce à des études cas-témoins basées sur de très faibles effectifs. Suivant l'hypothèse d'une exposition environnementale, les anciens combattants de la guerre du Golfe atteints de SLA sont indemnisés.
L'existence de gènes de susceptibilité à la SLA est également suspectée. Il est cependant difficile de faire la part des choses entre cas sporadiques, cas héréditaires à pénétrance incomplète et terrain de susceptibilité génétique, d'autant plus que les gènes responsables des formes familiales reconnues comme telles ne sont, pour la plupart, pas encore isolés.
Un dysfonctionnement des mitochondries des neurones des personnes atteintes par la maladie a été détecté par plusieurs équipes de chercheurs. En 2025, l'étude de ces mitochondries chez une quarantaine de patients montre que la moitié d'entre eux partagent une anomalie au niveau du complexe IV, une enzyme qui participe à la respiration cellulaire et donc au bon fonctionnement des motoneurones. Reproduites chez des rats, les mêmes mutations induisent des symptômes similaires à ceux de la maladie humaine,.

### SLA génétiques ou familiales
Dans 10 % des cas répertoriés, la maladie de Charcot est familiale donc sans doute transmise génétiquement,. Les cas génétiques certains sont classés en fonction du mode de transmission et du gène impliqué.
La transmission autosomique dominante est la plus fréquente. Des mutations sur le gène SOD1 d'une dismutase, située sur le chromosome 21 ont été détectées dans 10 à 20 % des cas familiaux de la maladie, mais également dans quelques cas sporadiques. Une mutation sur le gène C9orf72 peut être également à l'origine de cas familiaux.
La transmission autosomique récessive est plus rare et concerne surtout certaines populations de l'Afrique du Nord. Elle implique trois gènes différents :
| Fréquence | Gène       | Chromosome    | Protéine |
| --------- | ---------- | ------------- | -------- |
| Rare      | ALS2 (en)  | 15q15.1-q21.1 | Alsine   |
| Rare      |            | 2q33          |          |
| Rare      | SPG20 (en) | 13q12.3       | Spartine |

Les autres maladies en rapport avec une mutation pathologique du gène ALS2 comprennent : la sclérose latérale primitive, la paraplégie spastique familiale ascendante à début précoce et une forme particulière de sclérose latérale amyotrophique, la sclérose latérale amyotrophique juvénile. Une mutation du gène SPG20 codant la protéine spartine est aussi responsable du syndrome de Troyer.
Une forme génétique de SLA avec transmission liée à l'X a été identifiée dans une famille.
Une mutation du gène UBQL2 codant la protéine ubiquiline 2 est responsable de la dégénérescence motoneuronale dans certaines formes de SLA familiales. Cette protéine, dont la fonction normale est de réparer les cellules endommagées dans les neurones moteurs et corticaux, entraîne quand elle est défectueuse l'accumulation de cette protéine et de celles qui auraient dû être réparées.
En 2011, une anomalie génétique consistant en la répétition d’un hexanucléotide a été identifiée dans une région du chromosome 9 nommée C9orf72 ; celle-ci est responsable d’une forme de SLA associée à une démence frontotemporale (DFT) et serait également à l’origine de 6 % de tous les cas de SLA parmi les européens caucasiens. Le taux élevé de mutations découvertes dans des cas apparemment sporadiques (c’est-à-dire sans histoire familiale) suggère que les anomalies génétiques pourraient jouer un rôle plus important que ce que l’on pensait jusqu’ici, alors que l’exposition à des facteurs de l’environnement serait moins déterminante.
En 2018, une étude génétique internationale met en évidence l’implication de mutations du gène KIF5A dans cette maladie et d'autres pathologies motrices comme la paraparésie spastique héréditaire SPG10 et la maladie de Charcot-Marie-Tooth de type 2.
En 2024, une nouvelle étude met en évidence l'implication de gènes comme SOD1, KIF5A et CCHHD10 (en) également associés à la dégénérescence lobaire frontotemporale (DFT). Dans la SLA et certaines formes de DFT, on observe une accumulation toxique de la protéine TDP-43 (en). Les cellules gliales deviennent dysfonctionnelles et participent à l'endommagement des neurones, accélérant souvent leur disparition,.

## Diagnostic

### Signes cliniques
Des critères de diagnostic stricts ont été établis principalement pour la recherche : preuves évidentes cliniques, électriques ou anatomopathologiques d'atteinte du neurone moteur périphérique et preuves cliniques d'atteinte du neurone moteur central et apparition progressive de signe clinique dans d'autres régions avec l'absence de signes électriques ou anatomopathologiques pouvant expliquer une atteinte du neurone moteur périphérique et/ou central, et une imagerie cérébrale ne permettant pas d'expliquer les signes cliniques ou électriques.
L'examen neurologique doit mettre en évidence des signes d'atteinte du neurone moteur périphérique et/ou central dans au moins quatre régions : tronc cérébral, cervical, thoracique et lombaire. Parmi les signes cliniques, l'aspect des mains en « mains de singe » est constaté, correspondant à une amyotrophie des muscles interosseux, sans que l'agilité soit altérée. Il n'y a classiquement pas de troubles cognitifs. Il existe cependant des déficits inconstants dans la fluence verbale et le raisonnement. Des formes plus évoluées entraînent des signes ressemblant à ceux d'une dégénéréscence frontopariétale. Cette similarité n'est pas qu'anecdotique : certaines lésions étant très semblables et les deux maladies ayant une certaine ressemblance génétique et en imagerie fonctionnelle, l'hypothèse que certaines formes soient apparentées est évoquée.
Du fait du début insidieux des symptômes, le diagnostic est souvent retardé, le délai dépassant fréquemment un an après les premiers signes de la maladie.
Il faut penser à une polymyosite chez un adulte jeune présentant les signes de SLA mais dont l'atrophie débute par des muscles proximaux.
L'apparition de fasciculations diffuses et ceci depuis plus de 2 mois sans réelle faiblesse exclut la SLA, a fortiori chez des adultes jeunes (moins de 30 ans).

### Examens complémentaires
La biopsie musculaire montre une atrophie des cellules musculaires avec des lésions relativement spécifiques. L'électromyographie montre, dans les formes évoluées, une diminution de l'amplitude de la conduction nerveuse évocatrice d'une dénervation. À l'étude, la vitesse de conduction des nerfs sensoriels reste normale. Le tracé électromyographique montre, lui-même, des anomalies spécifiques. Il permet en général de retrouver un syndrome neurogène périphérique diffus, sans ralentissement des vitesses de conduction ni bloc proximal. Il confirme la clinique, détecte des atteintes infracliniques et écarte d'autres neuropathies périphériques. L'IRM permet essentiellement d'éliminer les autres diagnostics, dont les atteintes mécaniques de la moelle épinière.
Sont également notés l'analyse du liquide cérébrospinal par ponction lombaire (normale), les CPK sont augmentées, les enzymes hépatiques sont perturbées et le scanner montre une absence de compression médullaire.

## Traitement

### Traitement médicamenteux
Deux traitements médicamenteux sont présentement approuvés pour le traitement de la SLA, soit le riluzole et l'édaravone. Le riluzole, étudié depuis 1996, a une action modérée avec une prolongation de la vie de l'ordre de quelques mois. L'édaravone, approuvé aux États-Unis depuis 2017, a une efficacité modérée puisqu'elle permet de ralentir l'évolution de la maladie d'environ 33 % chez les patients dans la phase initiale de la maladie.
Le masitinib a fait l’objet d’une demande d'autorisation de mise sur le marché en Europe, l'Agence européenne des médicaments lui ayant préalablement accordé le statut de médicament orphelin. L'autorisation de mise sur le marché a été refusée une première fois en avril 2018, mais le laboratoire a fait appel, avant d'y renoncer. Cette première demande était basée sur 50 % des patients de l'étude et l'agence européenne considérait que les données cliniques n'étaient pas assez « robustes ». La société avait prévu de faire une nouvelle demande d'AMM en 2019 sur la base de 100 % des patients en plus d'une étude complémentaire avec un dosage plus fort. Les tests sur une molécule prometteuse, le tirasemtiv, avaient atteint la phase 3, avant d'être arrêtés en novembre 2018 faute d'efficacité. Une molécule apparentée avec de meilleurs résultats en termes d'effets secondaires, le reldesemtiv, est à l'essai.
En 2023, aux États-Unis et au Canada, un nouveau traitement, l'AMX0035 (en), produit par l’Américain Amylyx, a été approuvé. C'est « le premier espoir qu'on a depuis 20 ans : la première molécule qui s'adresse à tout le monde et qui donnerait des résultats d'un gain de survie » allant jusqu'à six mois, explique Sabine Turgeman, directrice de l'Association pour la recherche sur la sclérose latérale amyotrophique ; mais l’intérêt de cette molécule, autorisée après un essai clinique sur un nombre limité de patients, demeure incertain.

### Traitement non pharmacologique et symptomatique
Le traitement est donc essentiellement symptomatique et inclut :
- kinésithérapie (appareillage spécifique pour ralentir la progression du déficit moteur) et ergothérapie pour aider à pallier les difficultés dans les activités de la vie quotidienne,
- orthophonie pour les troubles dysarthriques (troubles moteurs affectant la réalisation de la parole) et de déglutition,
- antibiothérapie pour lutter contre les infections bronchiques (afin de prévenir l'aggravation d'une altération de la fonction respiratoire),
- traitement médicamenteux symptomatique des crampes et de la spasticité liée au syndrome pyramidal,
- prise en charge des problèmes nutritionnels pouvant aller jusqu'à une gastrostomie en cas de troubles sévères de la déglutition, voire pose d'une sonde gastrique à demeure,
- ventilation mécanique en cas d'atteinte du muscle de la respiration, le diaphragme. La mise en place d'une ventilation non invasive (par masque) permet un confort plus important et une durée de vie substantiellement allongée[61],
- prise en charge du syndrome dépressif fréquent.

Des équipements permettent de faciliter la vie de tous les jours, en particulier, des interfaces avec des ordinateurs ou des tablettes graphiques.
À titre anecdotique, il est noté que le Dr Murray Sanders proposa après guerre un traitement à base de venin de cobra[source insuffisante].

## Personnalités atteintes par la maladie

### Artistes
Les musiciens Charlie Mingus, Roberta Flack, Luc Cousineau et Leadbelly, le producteur de rap Pone membre de la Fonky Family qui a d'ailleurs créé un site web consacré à cette maladie, le chanteur Frank Alamo, l'acteur David Niven, l'acteur Frederick Weibgen et le guitariste Jason Becker sont ou ont été atteints de la maladie, ainsi que la comédienne britannique Ingrid Hafner (1936-1994).
L’affection de la maladie par le guitariste George Kooymans est officiellement la cause de la fin du groupe Wallace Collection en 2021.
L'artiste allemand Jörg Immendorff en meurt en 2007, l'acteur vénézuélien Mariano Álvarez Fernández en meurt en 2001. Dan Toler, le guitariste des Former Allman Brothers Band succombe en février 2013 après avoir lutté pendant deux ans. Le bassiste Mike Porcaro en est mort en mars 2015. L'acteur et écrivain Sam Shepard meurt des suites de cette maladie en 2017 ainsi que l'acteur, metteur en scène, dramaturge et directeur de théâtre français Adel Hakim. Le 2 octobre 2019, la frontwoman du groupe californien The Muffs et auteure/chanteuse/guitariste/bassiste de nombreux autres groupes, Kim Shattuck, meurt dans son sommeil des suites de la sclérose latérale amyotrophique diagnostiquée deux ans auparavant. Le compositeur et interprète finlandais Pave Maijanen (en), qui avait représenté la Finlande à l'Eurovision en 1992 meurt le 16 janvier 2021 de la maladie, laquelle lui avait été diagnostiquée en 2018.
Le dessinateur et scénariste Stephen Hillenburg, créateur de Bob l'éponge, est décédé le 26 novembre 2018 de la maladie de Charcot.
L'humoriste Jean-Yves Lafesse meurt le 22 juillet 2021 de cette maladie, tout comme l'auteur, producteur et metteur en scène suisse Pierre Naftule en mars 2022.

### Écrivains et historiens
C'est le cas des écrivaines françaises Marcelle Delpastre, Florence Bouhier, Anne Bert, des écrivains Bernard Lenteric et Frédéric Badré, de l'historien de l'art Daniel Arasse et de Matthieu Galey, critique littéraire et dramatique. Tony Judt, historien atteint de la maladie depuis 2008, en meurt en 2010.
Le 13 février 2016, la conteuse américaine Summer Whisman décède de la maladie à l'âge de 36 ans. Elle en publie le récit de ses étapes dans le livre : Pillow Flipping My Way Through ALS. En 2023, le réalisateur John Rosman réalise le film New Life (en) où il dédie le générique de fin à la mémoire de la conteuse.
Ariel Crozon en tire un récit, L'Affreuse,. Marie Sey décrit son combat de femme dans la tourmente de la SLA dans Vivre jusqu'à en mourir, préfacé par le Professeur Axel Kahn, en 2019.

### Scientifiques

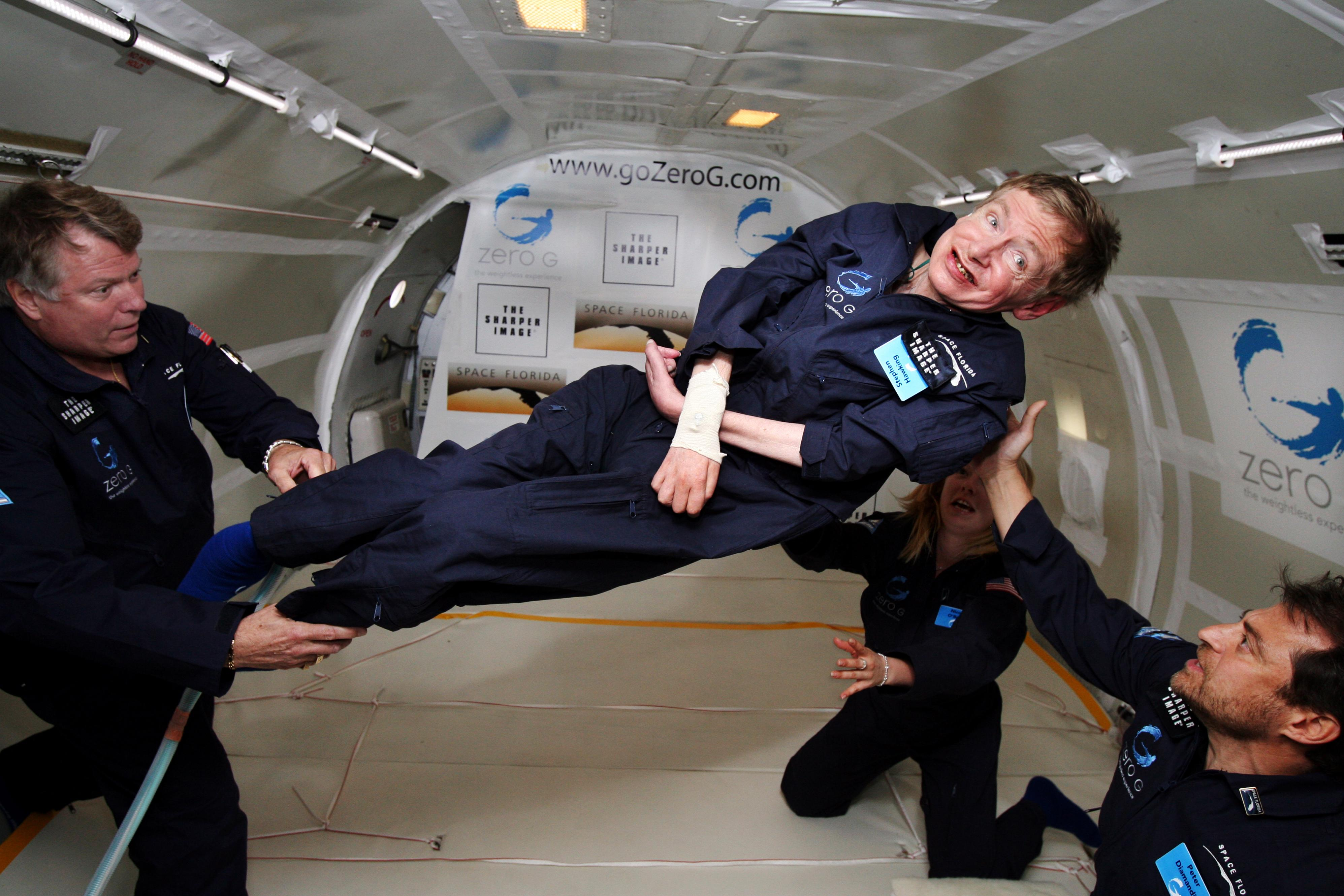
Stephen Hawking, un des malades les plus célèbres de la sclérose latérale amyotrophique, lors d'un vol parabolique.

Le physicien Stephen Hawking, le mathématicien Fokko du Cloux, le médecin Roy Walford, le botaniste Elke MacKenzie en étaient atteints.

### Personnalités politiques
- Mao Zedong pourrait également être mort de cette maladie, à l'âge de 82 ans[85],[86].
- Friedrich Paulus (1890-1957), Generalfeldmarschall du Troisième Reich.
- Yasuhiko Funago (1957-), homme politique japonais du Reiwa Shinsengumi.
- Gilbert Bouchet (1947-), sénateur français pour le parti Les Républicains[87].

### Sportifs
Le joueur de baseball américain Lou Gehrig en meurt en 1941. En 1996, le footballeur belge Claude Bissot meurt à 49 ans de la SLA. En 2006, la maladie emporte l'ancien joueur écossais Jimmy Johnstone à l'âge de 61 ans. C'est le 30 décembre 2010 que l'ancien joueur de football canadien, Tony Proudfoot, meurt, moins de quatre ans après avoir été diagnostiqué. Atteint également par cette maladie, l'ancien footballeur de la Fiorentina et du Milan AC Stefano Borgonovo en est mort en 2013. Il avait créé la « fondation Stefano Borgonovo » qui contribue pour la recherche sur la SLA. Le 30 octobre 2013 Fernando Ricksen le footballeur néerlandais a révélé sa maladie lors de l'émission télévisée néerlandaise De Wereld Draait Door. ll meurt le 18 septembre 2019.
L'ancien basketteur Sherron Mills est également décédéde cette maladie.
Le triathlète Ironman Jonathan « Blazeman » Blais le fondateur de The Blazeman Foundation for ALS, en est mort en 2007, deux ans après avoir été diagnostiqué. Joost van der Westhuizen, rugbyman sud-africain est décédé de la maladie le 6 février 2017 à l'âge de 45 ans.
Le 1er août 2017, l'ancien joueur de tennis français Jérôme Golmard, qui avait été diagnostiqué en 2014, succombe aux suites de cette maladie à l'âge de 43 ans. Le joueur de tennis Brad Drewett en était mort en 2013.
L'athlète français Frédéric Dahmani, disparu à 48 ans le 31 décembre 2018, avait écrit un livre sur son cas, intitulé Quand Charcot s'invite au trail….
Le 29 novembre 2020, le joueur de football emblématique du Sénégal, et buteur contre l'équipe de France lors du mondial 2002, Papa Bouba Diop, meurt de cette maladie à l'âge de 42 ans.
L'ancien joueur de hockey sur glace suédois Börje Salming, qui évoluait dans la ligue nationale de hockey et intronisé au Temple de la renommée du hockey, en meurt le 22 novembre 2022 à l'âge de 71 ans.
Le 26 novembre 2022, le rugbyman écossais Doddie Weir, meurt de cette maladie à l'age de 52 ans.

## Tissu associatif
En France, les malades sont représentés et soutenus par plusieurs associations, dont l'Association pour la recherche sur la SLA (ARSLA) ou la fondation Thierry-Latran (sous l'égide de la Fondation de France), qui financent également la recherche. Un ensemble d'associations créées chacune autour d'un malade en particulier se sont regroupés depuis 2017 sous l’appellation Collectif Solidarité Charcot. D’autres petites associations existent comme Les p'tites mains de Charcot® OF SLA qui forment des auxiliaires de vie pour la prise en charge des personnes SLA à domicile ou "Tous En selles Contre la SLA" qui a pour objectif de faire avancer la recherche contre la SLA en favorisant l’émergence d’études sur l’axe intestin/cerveau.

## Historique

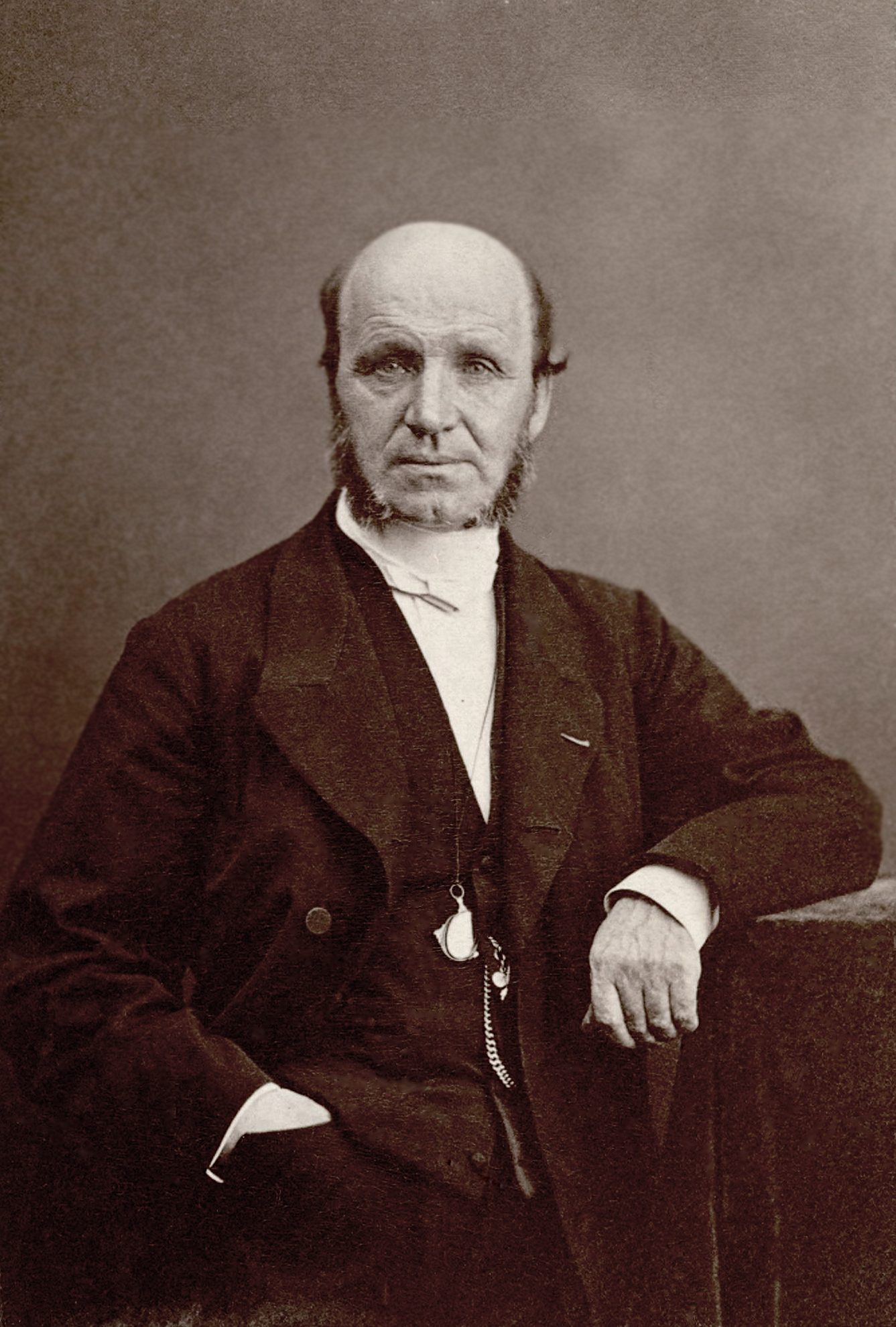
Guillaume Duchenne de Boulogne photographié par Nadar.

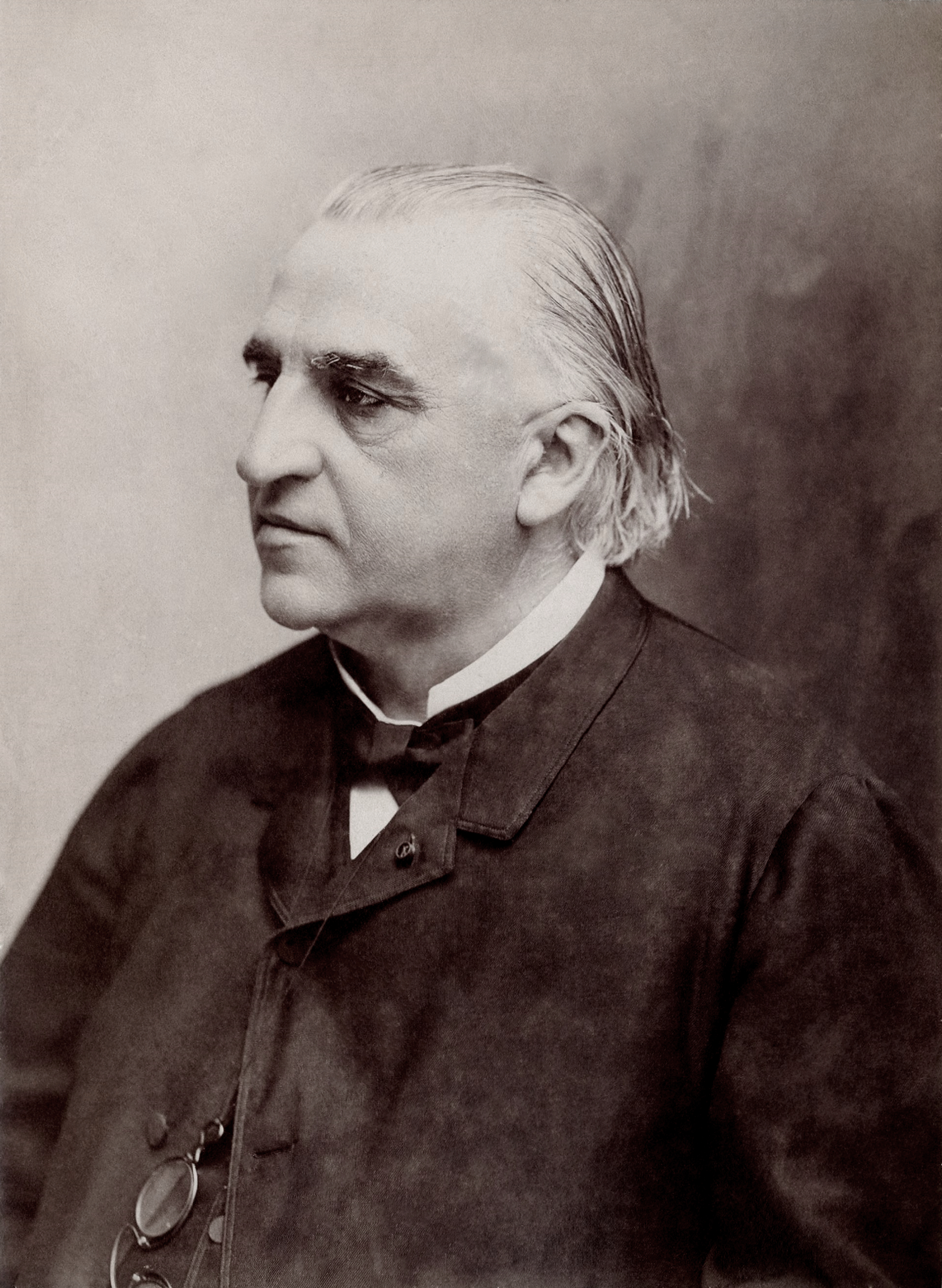
Jean-Martin Charcot photographié par Nadar.

La maladie a été étudiée par Guillaume Duchenne de Boulogne dans les années 1850, qui pense que celle-ci n'est que musculaire. La première démonstration d'une atteinte de la moelle épinière est faite en 1853 par Cruveilhier au cours d'une autopsie, montrant une atrophie des racines antérieures. En 1860, Duchenne décrit cliniquement la forme bulbaire de la maladie et Jean-Martin Charcot démontre l'atteinte du bulbe dans ce cas. Ce dernier publie plusieurs cas d'atrophies musculaires et d'atteinte médullaire. En 1874, il présente ses conclusions dans ses douzième et treizième leçons, décrivant avec précision les symptômes et les lésions macroscopiques et microscopiques de la moelle.

## Cas groupés

### Indices de facteurs professionnels et environnementaux
Une étude cas-témoins italienne publiée en 2010 a conclu qu'une activité professionnelle associée à une forte activité physique est un facteur de risque, mais que les traumatismes sportifs ne sont pas directement un facteur de risque de SLA.
La littérature scientifique rapporte quelques cas de couples touchés par la maladie (phénomène statistiquement très improbable). D'autres cas groupés pourraient laisser penser qu'une « contagion » est, dans certains cas, possible, ou qu'une « cause environnementale » commune puisse parfois exister. Par exemple, dans un même immeuble de Chicago, ce sont onze patients qui meurent de cette maladie, sans explication trouvée, ou encore plus de vétérans sont atteints parmi le personnel déployé sur le terrain lors de la guerre du Golfe,,, que parmi le personnel non déployé (avec des chiffres cependant méthodologiquement discutés). En France, cinq personnes vivant dans la même rue sont décédées en près de douze ans.
De même, une épidémie semble spécifiquement concerner les footballeurs italiens ou ayant pratiqué en Italie.

### Le cas des footballeurs italiens
Le cas des footballeurs italiens est le cas de spécificité professionnelle qui a été le plus médiatisé et le plus flagrant : il fait l'objet d'une enquête judiciaire depuis plusieurs années. Ces anciens footballeurs professionnels italiens sont sept à huit fois plus touchés que le reste de la population. Près de 40 morts[réf. nécessaire] de 1973 à 2008 (parmi au moins 51 victimes de la maladie détectées chez 30 000 footballeurs ayant joué en Italie de 1950 à 2005 environ). La première victime a été Armando Segato (milieu de terrain de la Fiorentina (1952-1960), mort à 43 ans d'une sclérose latérale amyotrophique (en 1973), puis près de 40 footballeurs célèbres du championnat d'Italie de football ont suivi, dont Guido Vincenzi (Sampdoria, 1958-1969), Narciso Soldan (Torino Football Club, 1959-1961), Giorgio Rognoni (Milan AC, 1967-1971), Giuseppe Longoni (Fiorentina, 1969-1973), Adriano Lombardi (Avellino, 1975-1979), Rino Gritti (Avellino, 1975-1977), Albano Canazza (Côme, 1980-1983), Fabrizio Dipietropaolo (AS Rome, 1981-1983), Fabrizio Falco (Salernitana, 1985-1989), Gianluca Signorini (Parme, 1960-2002), Lauro Minghelli (Torino, 1989-1993) et Ubaldo Nanni (Pise, 1992-1994). Plusieurs joueurs phares des années 1980 sont aussi touchés, Stefano Borgonovo notamment.
À la fin du XXe siècle, le procureur Guariniello découvre ce fait alors qu'il enquêtait sur le dopage dans les clubs de Série A (première division). Il constate aussi un nombre anormalement élevé de pathologies cardiovasculaires et de cancers (pour 24 000 joueurs étudiés, le nombre de cancers était le double du nombre attendu, avec 13 cas de cancer du colon, 9 de cancer du foie, 10 cas de cancer du pancréas au lieu de respectivement 6, 4 et 5 cas en termes de risque statistique. De plus, alors que la SLA ne conduit à la mort qu'après plus de deux ans chez 50 % des patients « normaux », et que 10 à 20 % des patients survivent plus de 10 ans, les footballeurs italiens en sont presque tous morts très rapidement, en quelques mois.
La justice italienne (parquet de Turin) a demandé à un épidémiologiste (le Pr Adriano Chio, neurologue) d'étudier un panel de 7 325 ex-footballeurs en activité entre 1970 et 2006, Les professionnels présentaient également un risque près de  sept fois plus élevé que la normale de développer la maladie, alors que les footballeurs-amateurs ne sont pas touchés. Pour le cas des cinq footballeurs professionnels nés en Italie et ayant joué entre 1970 et 2001 morts de SLA, le risque était vingt fois supérieur au taux normal. Rien ne permet à ce stade de savoir s'il s'agit d'un empoisonnement ou si une cause microbienne pourrait être en cause (des cas groupés de maladie nosocomiale ont été observés aux États-Unis). Curieusement, l'étude révèle que la plupart des malades occupaient le poste de milieu de terrain (plus précisément, « Le risque de la SLA a été plus élevé pour les carrières de cinq ans, pour les milieux de terrain, et pour les joueurs engagés après 1980 »).
Une information judiciaire contre X pour homicide involontaire est ouverte en 1998 par le procureur qui envisage trois pistes :
1. L'impact d'un dopant qui aurait pu n'être utilisé qu'en Italie chez les footballeurs ; les corticoïdes et anabolisants sont maintenant connus comme causes possibles de symptômes de ce type[115] ;
2. Des traumatismes du cerveau ou de la moelle épinière liés au football de haut niveau (ils étaient suspectés), mais outre qu'on ne trouve hors d'Italie qu'un seul footballeur touché par la SLA (Jimmy Johnstone, ex-attaquant du Celtic FC, vedette des années 1960), une étude statistique poussée avec cas-témoins n'a pas pu confirmer que ce type de traumatisme était un facteur de risque (alors qu'une hyperactivité professionnelle l'était)[106] ; de même une enquête commandée par le procureur Guariniello, rendue en septembre 2008, n'a mis aucun cas semblable en évidence dans le cyclisme (pour 1 701 coureurs professionnels masculins ayant participé à des championnats entre 1945 et 2001) ni le basket (pour 7 325 joueurs professionnels masculins ayant joué des championnats entre 1980 et 2004)[114] ;
3. Les pesticides utilisés pour l'entretien des pelouses sportives.